# Robert Bartels
Robert Bartels (Kiel, 1911. április 28. – Indiai-óceán, 1943. augusztus 20.) német tengeralattjáró-parancsnok volt a második világháborúban. 1934-ben csatlakozott a Német Birodalmi Haditengerészethez. 1943 augusztusában halt meg Madagaszkártól délre, az Indiai-óceánon, a Monszun csoportot megelőző akcióban.

## Összegzés
| Hajója | Parancsnoki szolgálata                  | Őrjáratok száma | Őrjáratok hossza (nap) | Eltalált hajók száma | Eltalált hajók vízkiszorítása (brt) |
| ------ | --------------------------------------- | --------------- | ---------------------- | -------------------- | ----------------------------------- |
| U–139  | 1940. július 24. – 1940. december 20.   | 0               | 0                      | 0                    | 0                                   |
| U–561  | 1941. március 13. – 1942. szeptember 5. | 8               | 243                    | 6                    | 26 152                              |
| U–561  | 1942. október. – 1943. augusztus 20.    | 1               | 140                    | 4                    | 28 448                              |
|        | Összesen                                | 9               | 383                    | 10                   | 54 600                              |

## Elsüllyesztett és megrongált hajók
| Búvárhajó | Nap                 | Hajó            | Nemzetisége        | Vízkiszorítása (brt) |
| --------- | ------------------- | --------------- | ------------------ | -------------------- |
| U–561     | 1941. július 28.    | Wrotham         | Egyesült Királyság | 1884                 |
| U–561     | 1941. november 11.  | Meridian        | Panama             | 5592                 |
| U–561     | 1941. november 14.  | Crusader        | Panama             | 2939                 |
| U–561     | 1942. május 14.     | Fred*           | Görögország        | 4043                 |
| U–561     | 1942. május 14.     | Hav*            | Norvégia           | 5062                 |
| U–561     | 1942. május 14.     | Mount Olympus   | Görögország        | 6692                 |
| U–197     | 1943. május 20.     | Benakat         | Hollandia          | 4763                 |
| U–197     | 1943. július 24.    | Pegasus         | Svédország         | 9583                 |
| U–197     | 1943. július 30.    | William Ellery* | Egyesült Államok   | 7181                 |
| U–197     | 1943. augusztus 17. | Empire Stanley  | Egyesült Királyság | 6921                 |

* A hajó nem süllyedt el, csak megrongálódott